# هریویتسه
هریویتسه (به چکی: Hřivice) یک منطقهٔ مسکونی در جمهوری چک است که در ناحیه لوونی واقع شده‌است. هریویتسه ۱۳٫۴۱ کیلومتر مربع مساحت و ۶۱۶ نفر جمعیت دارد و ۲۷۰ متر بالاتر از سطح دریا واقع شده‌است.